# Здравей, Бомбай!
„Здравей, Бомбай!“ (на хинди: सलाम बॉम्बे) е индийски филм от 1988 година, драма на режисьорката Мира Наир по неин собствен сценарий.
В центъра на сюжета е животът на бездомно момче в бедните предградия на Бомбай, опитващо се да оцелее сред сводници и търговци на наркотици. Главните роли се изпълняват от Шафик Сиед, Рагхубир Ядав, Нана Патекар, Чанда Шарма, Анита Канвар.
„Здравей, Бомбай!“ е номиниран за „Оскар“ за чуждоезичен филм.